# Geel landkaartmos
Geel landkaartmos (Rhizocarpon riparium) is een korstmossoort uit de familie Rhizocarpaceae. Het leeft in symbiose met een chlorococcoïde alg.

## Determinatie

### Uiterlijke kenmerken
Geel landkaartmos is een korstvormig korstmos. Het thallus is geelgroen en vormt areolaten met een diameter van 0,4–2,5 mm. Het prothallus is zwart. De apotheciën zijn regelmatig aanwezig, zwart met een dunne zwarte rand. De medulla is wit en kleurt blauw bij Jodo-test. Het heeft de volgende kleurreacties:  K−, C−, KC− , P− or P+ (geel).

### Microscopische kenmerken
De asci zijn 8-sporig. De ascosporen zijn ellipsvormig, bruingroen, met meerdere septa en meten 24–40 × 11–15 µm. 

## Ecologie
Geel landkaartmos komt voor op steen.

## Verspreiding
In Nederland is geel landkaartmos zeer zeldzaam.